# Amphiporus murmanicum
Amphiporus murmanicum är en djurart som tillhör fylumet slemmaskar, och som beskrevs av Ushakov 1928. Amphiporus murmanicum ingår i släktet Amphiporus och familjen Amphiporidae. Inga underarter finns listade i Catalogue of Life.